# Amor im Quartier
Amor im Quartier ist eine deutsche Stummfilm-Liebeskomödie aus dem Jahre 1915 mit Aud Egede Nissen.

## Handlung
Zu Beginn des Ersten Weltkriegs. Eine junge, deutsche Schlossherrin nahe der Grenze zu Frankreich bekommt eines Tages soldatischen Besuch. Einquartierung heißt die Losung, und unter den jungen Soldaten, die in ihrem Anwesen untergebracht werden, befindet sind auch Leutnant Bodo, den sie noch vom vergangenen Winterball kennt. Sie kann nicht leugnen, dass der fesche Offizier damals einen gewissen Eindruck bei ihr hinterlassen hat. Auch Bodo zeigt Interesse für die junge Schlossbesitzerin, und als er erfährt, dass sie mittlerweile verwitwet ist, will er ihr einen Heiratsantrag machen. Da Madame jedoch nicht einfach so mir-nichts-dir-nichts in ein Abenteuer mit einem ihr weitgehend Unbekannten stolpern möchte, beauftragt sie ihre Zofe, die sich auf ein Techtelmechtel mit Bodos Burschen eingelassen hat, selbigen über den etwaigen Zukünftigen auszuhorchen. 
Dabei geht es vor allem um Bodos moralische Qualitäten. Der Bursche ist außerordentlich erzählfreudig, und so erfährt die Heiratswillige, dass der Mann, der sie zu heiraten gedenkt, bislang nichts anbrennen ließ und allen Frauen den Kopf verdreht. Darüber erbost, lässt die Schlossherrin dem Schwerenöter mitteilen, dass sie in Wahrheit gar nicht zur Verfügung stünde, da sie mit einem französischen Offizier verlobt sei. Um diese Finte glaubhaft zu machen, steigt die junge Frau in eine französische Uniform und lässt sich so von ihrer Kammerzofe fotografieren. Als sie in diesem Aufzug gerade ihren eigenen Bräutigam spielt, wird sie von das Schloss sichernden Wachposten beobachtet und für einen eingedrungenen, feindlichen Soldaten gehalten. Rasch sperrt man die Schlossherrin in ihrem eigenen Anwesen ein, ausgerechnet in Leutnant Bodos Zimmer. Als selbiger von einem Dienstgang zurückkehrt, klärt sich aber alles auf, und beide fallen sich in die Arme.

## Produktionsnotizen
Amor im Quartier entstand vermutlich zum Jahreswechsel 1914/15 im Literaria-Film-Atelier in Berlin-Tempelhof und wurde im Februar 1915 im Berliner Mozartsaal uraufgeführt. Der Film besaß drei Akte.

## Kritik
„Diese recht amüsante Handlung wird ebenso unterhaltend gespielt. Auf Nissen ist als junge Witwe übermütigen Feuers.“